# Isla El Mero
Isla El Mero är en ö i Mexiko. Den ligger i bukten Bahía Santa María och hör till kommunen Ángostura i delstaten Sinaloa, i den västra delen av landet. Arean är 0,44 kvadratkilometer.